# داکیه (استان رومی)
داکیه روم یا داکیا ترایانا (به لاتین: Dacia Traiana) یا داکیهٔ حاصلخیز (به لاتین: Dacia Felix) یک استان رومی در دوران امپراتوری روم از سال ۱۰۶ تا ۲۷۱ (یا ۲۷۵) میلادی بود. قلمرو آن اکنون شامل مناطق امروزی اولتنیا، ترانسیلوانی و بانات است که همگی در کشور رومانی جای دارند، به‌استثنای مورد آخر که میان رومانی، مجارستان، و صربستان تقسیم شده‌است. در دوران تسلط رومیان، داکیه جزو استان‌های ایمپریال بود. تخمین زده شده که جمعیت مردم داکیه بین ۶۵۰/۰۰۰ تا ۱/۲۰۰/۰۰۰ متغیر بوده‌است. این سرزمین توسط امپراتور ترایانوس و پس از جنگ‌های داکیه (۱۰۱ تا ۱۰۶ میلادی) که پادشاهی داکیهی دکبالوس را از میان برد، فتح شد. با این‌حال، رومیان این ناحیه را به‌طور کامل متصرف نشدند؛ کریشانا، ماراموریش، و بیشتر بخش‌های مولداوی تحت کنترل داکیان آزاد باقی ماندند. پس از الحاق داکیه به روم، این استان شاهد تقسیمات اداری مکرر خود بود: در ۱۱۹ میلادی، این استان به دو استان داکیه علیا و داکیه سفلی منقسم شد. بین ۱۲۴ و حدود ۱۵۸، داکیه علیا نیز خود به دو استان داکیا آپولنسیس و داکیا پورولیسنسیس تقسیم شد. این سه استان هم بعدها در ۱۶۶ میلادی به‌سبب جنگ‌های مارکومانی با عنوان ترس داکیائه (Tres Daciae به معنای سه داکیه) متحد شدند.
این ناحیه مرکز یک استعمار متمرکز و سازمان‌یافتهٔ رومی بوده‌است؛ به‌طوری‌که معادن جدیدی گشوده شده و استخراج سنگ معادن تشدید شد، کشاورزی و دام‌پروری و تجارت نیز در این استان شکوفا شد. داکیهٔ روم دارای اهمیت نظامی زیادی برای پرسنل نظامی مستقر در سراسر بالکان بود. پایتخت اقتصادی، دینی، و اداری این استان اولپیا ترایانا زرمیزه‌گتوسا بود، حال‌آنکه مرکز نظامی آن آلبا ایولیا بود.
پس از ایجاد استان داکیه روم، این استان از تهدیدهای نظامی و سیاسی بزرگی در عذاب بود. داکیان آزاد، ضمن اتحاد با سرم‌ها، یورش‌های بی‌پایانی به این استان انجام می‌دادند. این یورش‌ها توسط کارپی‌ها (قبیله‌ای از داکیان) و قبایل تازه فرارسیدهٔ ژرمن (گوت‌ها، تایفال‌ها، هرولی‌ها، و باستارنی‌ها) که با داکیان متحد بودند نیز پی‌گرفته شدند. این مسائل سبب شد حفظ این استان برای رومیان مشکل شود؛ به‌طوری‌که این استان در زمان حکمرانی گالینوس (۲۶۸–۲۵۳) تقریباً از دست رفت. این آئورلیانوس (۲۷۵–۲۷۰) بود که این استان را رسماً در سال ۲۷۱ یا ۲۷۵ میلادی رها کرد. جمعیت رومی‌شده این استان نیز به‌حال خود رها شدند، و سرنوشت آنان پس از عقب‌نشینی رومیان جای بحث دارد. بر طبق یک نظریه، زبان لاتین که در استان داکیه (که اکثر سرزمین‌های آن در رومانی امروزین جای دارند) مورد استفاده بود، در گذر زمان به زبان رومانیایی امروزی بدل شد و از این رو مردم رومانی از نسل داکی-رومی‌ها (یا مردمِ رومی‌شدهٔ داکیه) هستند. نظریه‌ای خلاف آن می‌گوید که این ادعا نادرست بوده و اصل و نسب رومانیایی‌ها به همان شبه‌جزیره بالکان برمی‌گردد.